# Комическая пастораль (пьеса)
«Коми́ческая пастора́ль» (фр. Pastorale comique) — пьеса Мольера, впервые сыгранная 2 декабря 1666. Также называется другая дата — 5 января 1667 г., когда «Комическая пастораль» была впервые сыграна вместо предполагавшейся ранее «Мелисерты» в Сен-Жермен-ан-Ле.
«Комической пасторалью» завершался «Балет муз» Ж. Б. Люлли. Пьеса полностью не сохранилось; остались лишь тексты арий и имена её исполнителей (музыкантов, танцовщиков и певцов).

## Действующие лица
- Ирида, юная пастушка
- Ликас и Филен, богатые пастухи
- Коридон, юный пастух
- Весёлый пастушок
- Пастух
- Волшебники, демоны, поселяне, цыгане.

## Содержание пасторали
Действие происходит в Фессалии, в деревушке Темпейской долины.
Ликас и Филен соперничают, добиваясь любви Ириды. К их ссоре присоединяются поселяне. Дерущихся разнимает Коридон. Ликас и Филен требуют от Ириды, чтобы она выбрала лишь одного из них. Пастушка выбирает Коридона. Ликас и Филен хотят покончить с собой, но уступают друг другу право первенства. Пастух смеётся над теми, кто ищет смерти из-за несчастной любви. Танцующие цыгане и цыганки воспевают радость юности и любви.